# Chthonius ponticoides
Chthonius ponticoides är en spindeldjursart som beskrevs av Volker Mahnert 1975. Chthonius ponticoides ingår i släktet Chthonius och familjen käkklokrypare. Inga underarter finns listade i Catalogue of Life.